# Triple Corona (rugby)
La Triple Corona es un trofeo, no oficial, que se disputa durante el Torneo de las Seis Naciones y otorgado por los periodistas británicos, en el cual toman parte las cuatro selecciones nacionales de rugby de las islas británicas, esto es Inglaterra, Escocia, Gales e Irlanda.
El título Triple Corona (Triple Crown en inglés) se otorga al equipo que consigue ganar todos los partidos contra los otros tres, por tanto, no en todas las ediciones del Torneo de las Seis Naciones se otorga este reconocimiento.
A pesar de que el Torneo de las Seis Naciones también involucra a las selecciones naciones de Francia e Italia, estas no pueden tomar parte en la disputa de la triple corona. El equipo que durante el torneo derrota en todos los partidos a los otros cinco oponentes se adjudica lo que se conoce como el Grand Slam, y al equipo que pierde todos los partidos se le otorga la cuchara de madera.

## Palmarés

### Total
| Inglaterra | 1883, 1884, 1892, 1913, 1914, 1921, 1923, 1924, 1928, 1934, 1937, 1954, 1957, 1960, 1980, 1991, 1992, 1995, 1996, 1997, 1998, 2002, 2003, 2014, 2016, 2020 (26 trofeos) |
| Gales      | 1893, 1900, 1902, 1905, 1908, 1909, 1911, 1950, 1952, 1965, 1969, 1971, 1976, 1977, 1978, 1979, 1988, 2005, 2008, 2012, 2019, 2021 (22 trofeos)                         |
| Irlanda    | 1894, 1899, 1948, 1949, 1982, 1985, 2004, 2006, 2007, 2009, 2018, 2022, 2023 (13 trofeos)                                                                               |
| Escocia    | 1891, 1895, 1901, 1903, 1907, 1925, 1933, 1938, 1984, 1990 (10 trofeos)                                                                                                 |

### Por año

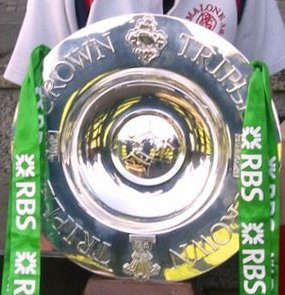
Trofeo otorgado a la selección ganadora de la Triple Corona.

| 1883    | Inglaterra                                      |
| 1884    | Inglaterra                                      |
| 1885    | No otorgado                                     |
| 1886    | No otorgado                                     |
| 1887    | No otorgado                                     |
| 1888    | No otorgado                                     |
| 1889    | No otorgado                                     |
| 1890    | No otorgado                                     |
| 1891    | Escocia                                         |
| 1892    | Inglaterra                                      |
| 1893    | Gales                                           |
| 1894    | Irlanda                                         |
| 1895    | Escocia                                         |
| 1896    | No otorgado                                     |
| 1897    | No otorgado                                     |
| 1898    | No otorgado                                     |
| 1899    | Irlanda                                         |
| 1900    | Gales                                           |
| 1901    | Escocia                                         |
| 1902    | Gales                                           |
| 1903    | Escocia                                         |
| 1904    | No otorgado                                     |
| 1905    | Gales                                           |
| 1906    | No otorgado                                     |
| 1907    | Escocia                                         |
| 1908    | Gales                                           |
| 1909    | Gales                                           |
| 1910    | No otorgado                                     |
| 1911    | Gales                                           |
| 1912    | No otorgado                                     |
| 1913    | Inglaterra                                      |
| 1914    | Inglaterra                                      |
| 1915-19 | No disputado debido a la Primera Guerra Mundial |
| 1920    | No otorgado                                     |
| 1921    | Inglaterra                                      |
| 1922    | No otorgado                                     |
| 1923    | Inglaterra                                      |
| 1924    | Inglaterra                                      |
| 1925    | Escocia                                         |
| 1926    | No otorgado                                     |
| 1927    | No otorgado                                     |
| 1928    | Inglaterra                                      |
| 1929    | No otorgado                                     |
| 1930    | No otorgado                                     |
| 1931    | No otorgado                                     |
| 1932    | No otorgado                                     |
| 1933    | Escocia                                         |
| 1934    | Inglaterra                                      |
| 1935    | No otorgado                                     |
| 1936    | No otorgado                                     |
| 1937    | Inglaterra                                      |
| 1938    | Escocia                                         |
| 1939    | No otorgado                                     |
| 1940–46 | No disputado debido a la Segunda Guerra Mundial |
| 1947    | No otorgado                                     |
| 1948    | Irlanda                                         |
| 1949    | Irlanda                                         |
| 1950    | Gales                                           |
| 1951    | No otorgado                                     |
| 1952    | Gales                                           |
| 1953    | No otorgado                                     |
| 1954    | Inglaterra                                      |
| 1955    | No otorgado                                     |
| 1956    | No otorgado                                     |
| 1957    | Inglaterra                                      |
| 1958    | No otorgado                                     |
| 1959    | No otorgado                                     |
| 1960    | Inglaterra                                      |
| 1961    | No otorgado                                     |
| 1962    | No otorgado                                     |
| 1963    | No otorgado                                     |
| 1964    | No otorgado                                     |
| 1965    | Gales                                           |
| 1966    | No otorgado                                     |
| 1967    | No otorgado                                     |
| 1968    | No otorgado                                     |
| 1969    | Gales                                           |
| 1970    | No otorgado                                     |
| 1971    | Gales                                           |
| 1972    | No otorgado                                     |
| 1973    | No otorgado                                     |
| 1974    | No otorgado                                     |
| 1975    | No otorgado                                     |
| 1976    | Gales                                           |
| 1977    | Gales                                           |
| 1978    | Gales                                           |
| 1979    | Gales                                           |
| 1980    | Inglaterra                                      |
| 1981    | No otorgado                                     |
| 1982    | Irlanda                                         |
| 1983    | No otorgado                                     |
| 1984    | Escocia                                         |
| 1985    | Irlanda                                         |
| 1986    | No otorgado                                     |
| 1987    | No otorgado                                     |
| 1988    | Gales                                           |
| 1989    | No otorgado                                     |
| 1990    | Escocia                                         |
| 1991    | Inglaterra                                      |
| 1992    | Inglaterra                                      |
| 1993    | No otorgado                                     |
| 1994    | No otorgado                                     |
| 1995    | Inglaterra                                      |
| 1996    | Inglaterra                                      |
| 1997    | Inglaterra                                      |
| 1998    | Inglaterra                                      |
| 1999    | No otorgado                                     |
| 2000    | No otorgado                                     |
| 2001    | No otorgado                                     |
| 2002    | Inglaterra                                      |
| 2003    | Inglaterra                                      |
| 2004    | Irlanda                                         |
| 2005    | Gales                                           |
| 2006    | Irlanda                                         |
| 2007    | Irlanda                                         |
| 2008    | Gales                                           |
| 2009    | Irlanda                                         |
| 2010    | No otorgado                                     |
| 2011    | No otorgado                                     |
| 2012    | Gales                                           |
| 2013    | No otorgado                                     |
| 2014    | Inglaterra                                      |
| 2015    | No otorgado                                     |
| 2016    | Inglaterra                                      |
| 2017    | No otorgado                                     |
| 2018    | Irlanda                                         |
| 2019    | Gales                                           |
| 2020    | Inglaterra                                      |
| 2021    | Gales                                           |
| 2022    | Irlanda                                         |
| 2023    | Irlanda                                         |
| 2024    | No otorgado                                     |
| 2025    | Irlanda                                         |